# 三二六護台灣大遊行
三二六民主和平護台灣大遊行，是指由台灣的民主進步黨、台灣團結聯盟及500多個的民間社團結合而成的「民主和平護台灣大聯盟」發起，於2005年3月26日在台北市舉行的大遊行。
本次遊行有來自台灣各地的數十萬民眾參與，藉以表達對於中華人民共和國全國人民代表大會通過《反分裂國家法》所構成進一步安全威脅的強烈抗議與不滿。本次遊行是臺灣歷史上少見的超大型動員遊行，並首次有時任總統參與。
遊行在喧闹中登场，但整個過程大致平和。

## 大遊行

### 起因

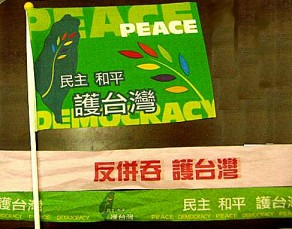
遊行所用的小旗子與布條

2005年3月14日，中華人民共和國第十屆全國人民代表大會第三次會議，在未取得台灣人民普遍同意之下單方面通過《反分裂國家法》，並聲稱制定這部法律的用意在於促近海峽兩岸交流，呼籲外界不要誤解反分裂國家法。與此同時，包括中華民國政府及大多數台灣人民在內，以及其他部份國家政府與民間方面普遍認為：這部法律試圖將中國政府授權使用武力、以軍事方式“併吞”台灣的行為合法化，是一部「戰爭法」。因此主辦團體決定發起反對《反分裂國家法》的大型遊行活動，希望藉由遊行向中華人民共和國政府表達絕大多數台灣人民對此法案的不滿與抗議。

### 遊行籌劃

#### 遊行路線

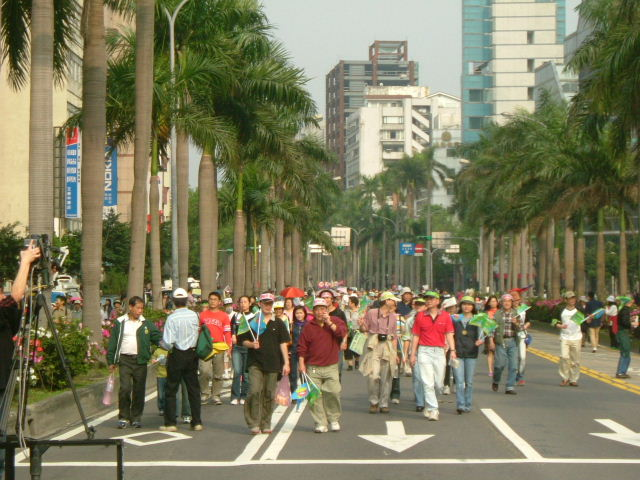
遊行路線之一：緩步前進的群眾

各遊行隊伍依10條主要遊行路線規劃（遊行路線數目與反分裂國家法的條文數目相對應），集結後分別沿著台北市主要街道遊行至總統府前的凱達格蘭大道前聚集。各隊伍在14:00左右各自出發。
- 第一路線—保民主大隊在中山足球場集合，全程4.5公里；
- 第二路線—愛和平大隊在太平國小集合，全程3.5公里；
- 第三路線—要自由大隊在榮星公園集合，全程4.7公里；
- 第四路線—要團結大隊在2004年中華民國總統選舉競選總部集合，全程3.7公里；
- 第五路線—反併吞大隊在敦化國小集合，全程4.6公里；
- 第六路線—反飛彈大隊在松山菸廠集合，全程4.7公里；
- 第七路線—反侵略大隊在大安森林公園集合，全程3.4公里；
- 第八路線—反威脅大隊在台灣大學集合，全程3.1公里；
- 第九路線—保家園大隊在艋舺大道集合，全程3.9公里；
- 第十路線—護台灣大隊在三重市中興大橋集合，全程4.8公里。

#### 交通輸運
鐵路
臺灣鐵路管理局於三二六遊行活動加開十班列車，皆由民進黨及三二六遊行單位包租，僅於當日行駛，與一般車次之停靠站亦較為少，屬特別直達專車。
- 2850次通勤電車，7:06自高雄發車，12:37臺北停靠，12:50抵達松山
- 2891次通勤電車，18:40自松山發車，18:55臺北發車，翌日0:01抵達高雄
- 2852次通勤電車，9:40自臺中發車，11:46臺北停靠，11:58抵達松山
- 2893次通勤電車，19:23自松山發車，19:40臺北發車，21:41抵達臺中
- 154次復興號，7:00自臺東發車，13:31臺北停靠，13:52抵達樹林
- 155次復興號，18:38自樹林發車，18:56臺北發車，翌日0:20抵達臺東
- 220次冷氣平快車，6:00自枋寮發車，13:27抵達臺北
- 221次冷氣平快車，19:07自臺北發車，翌日2:55抵達枋寮
- 2854次通勤電車，11:05自員林發車，13:52臺北停靠，14:04抵達松山
- 2855次通勤電車，19:17自松山發車，19:29臺北發車，22:05抵達員林

客運遊覽車
民進黨及主辦單位事先預估將動員4,000台遊覽車進入台北，後來實際報到的遊覽車數量則是3,850輛。但台北市政府當天計算，僅有1,854輛遊覽車停放在市警局所規劃的停車地點。關於遊覽車數量的差異，台北縣警察局交通隊指出，這是因為北部地區發起民眾參與遊行的單位多租用公車，載送民眾到北市後，又折返原公司停車場停放。當日上午中山高速公路及福爾摩沙高速公路皆祇有桃園地區南下路段出現壅塞情形，北上交通均無受到影響，根據高速公路局估計，利用高速公路由中、南部進入台北市遊覽車約為1,200輛次。
台北捷運
當日創下120萬人次運量，較一般週六多出21萬人次，亦較有5萬人參與的三一九週年抗議活動當日多出約11萬人次。
17時遊行結束湧現尖峰人潮，一個小時內即有12萬人次出入車站，為平日之兩倍。由於人潮眾多，臺北捷運板南線及淡水線分別加開三班次，班距縮短為3分30秒，運輸整體順暢。

#### 動員與宣傳
為了讓遊行人數能突破計畫中的100萬人，民進黨從黨中央至地方黨部，都有各自的動員計畫，而黨籍立法委員也有動員責任額度，立法委員每承租一輛遊覽車，民進黨中央補助新台幣16,500元。而民進黨青年發展部也承租了鐵路專車，提供中南部學生免費搭乘，並提供免費午餐。
此外，為了廣為宣傳本次遊行活動，「民主和平護台灣大聯盟」也多次在各大報紙刊登半版廣告，製作電視廣告播放，並設置活動主題網頁。而從遊行前一週開始，已經有部分大學生及台灣教授協會成員於台灣大學校門口進行接力靜坐抗議，表達反對反分裂國家法的訴求。

### 遊行過程

#### 流程
- 13:00~14:30 10條路線出發點的群眾分別集合，向凱達格蘭大道出發
- 15:30 凱達格蘭主舞台活動開始
- 16:23起 遊行隊伍陸續進入凱達格蘭主會場
- 16:47~16:52 召集人代表宣讀「民主和平護台灣」祈願文
- 17:20 呂秀蓮副總統進場與貴賓掛上和平祈願布條
- 17:33 陳水扁總統上台帶領民眾宣誓「民主和平護台灣」，並啟動民主明珠光束擊破海膽造型的中國飛彈模型
- 17:38~17:40 陳總統帶領所有人手勾手象徵團結，雷射光在總統府投射「民主和平護台灣」、「PEACE」、「DEMOCRACY」等字樣，主持人帶領呼口號
- 17:40~17:45 陳總統帶領合唱「伊是咱的寶貝」後結束

#### 參與遊行人數
- 遊行主辦單位及民進黨預估能發動超過100萬人上街頭參與遊行，突破香港七一大遊行反基本法第23條遊行時的50萬人。事實上，他們以空拍相片的遊行隊伍長度，估算出最後的遊行人數超過100萬人。
- 根據TVBS在遊行後所進行的民意調查顯示，9%的台灣人表示親身參與了此次遊行，如此推算出來的遊行人數是150萬人。即使扣掉3%抽樣誤差的話，參與遊行的最低人數也有100萬人。
- 根據台北市政府警察局以遊行參與人員所佔的面積來估算，僅景福門（東門）圓環周圍的參與遊行人數就有27萬人。
- 多數媒體所引用的數字則是數十萬的遊行參與者。

#### 人員參與
- 中華民國總統陳水扁、前總統李登輝、行政院長謝長廷及多名社會各界知名人士都參加了這場大遊行，這也創下台灣史上首次有時任國家元首參與遊行活動的紀錄。為了維護國家元首安全及整個活動的秩序，軍警共出動2萬名人力。
- 副總統呂秀蓮雖未參加遊行，但出席了遊行後的民主嘉年華會。
- 亲民党主席宋楚瑜及国民党主席连战均没有参加此次遊行。其他部分在野党人士也拒绝参加遊行，认为國家领导人上街摇旗呐喊“既不妥当，也不恰当”。
- 这次参加遊行的主力——群眾大部分来自泛綠陣營，泛藍陣營雖然也有少量支持者参与（泛蓝的领导人不支持参与此次遊行），不過在態度的表達上似乎不若泛綠陣營群眾來得明顯。（参见《纽约时报》的报道）

#### 标语和口号
这次活动的标语，有“DEMOCRACY”、“反併吞，护台湾”等，很多标语都使用绿色为底色，这可能因为绝大部分遊行者来自泛綠阵营有关。另外游行中的一些标语，則表達出对於中國大陆明顯激烈的態度。

### 國際串連
- 香港有数百人组成团体反對人大通過《反分裂國家法》，大約200名市民，中午在维多利亚公园集合，手持橫額高叫口號，遊行往中聯辦外示威。
- 根據自由時報報導，在美國及歐洲英國、法國、德國、荷蘭、西班牙及瑞典等國均有台灣的留學生發起同步抗議的行動，其中英國的舉辦地點就在中華人民共和國駐英大使館前。
- 在美國則有中華民國僑民與留學生分別在華府國會山莊、紐約聯合國廣場、中華人民共和國領事館及其他大城市進行抗議活動。

### 相關爭議

#### 總統出席爭議
親民黨主席宋楚瑜表示，國家領導人應領導群眾做對的事。連續兩個周末藍綠都上街頭，立法院應該正式通過一個法令，一、三、五由國民黨發動追求真相上街頭，二、四、六換民進黨上街頭追求和平，「我們怎麼可以追求真相只有一天？」而且一、三、五的便當錢從國民黨的黨產支付，二、四、六由政府出錢，這樣每天都有便當，何必每天還要去打工，如果光靠遊行就可以達到目的，乾脆叫藍綠兩陣營每天都號召遊行，不用工作算了。
國民黨發言人張榮恭表示，陳總統若真的想要抗議，立即宣布中斷兩岸交流比上街遊行還夠力。向中華人民共和國嗆聲要民主，這有點像「台灣人民是中華人民共和國人民，他自己就像台灣特首」，此舉根本就是自我矮化，中華民國是主權獨立國家，何需向中華人民共和國爭民主？拿香港為例，要求百萬民眾站出來，會讓國際媒體誤以為台灣地位等同於香港，是中華人民共和國政權下的地方政府。
台灣團結聯盟羅志明表示，陳總統應該是發表談話但不遊行才對，應該站在「制高點」掌握全局，發表重要談話，代表台灣兩千三百多萬人民向國際發聲，但總統「默不作聲」，有點奇怪，「跟參加靜坐有什麼不同？」他說，總統、閣揆都參加遊行，可能陷入「準無政府狀態」，萬一發生族群衝突等意外事件，總統和閣揆站在第一線，「球員兼裁判」如何仲裁解決紛爭？因此他建議，三二六當天副總統和副閣揆不能也統統上街，必須留守。 
據聯合報在326之前的民意調查，36%民眾支持陳總統上街遊行，35%反對，反應兩極化；此外，已有14%民眾考慮三二六「與扁同行」。

#### 行政院長鼓勵公務員參加
謝長廷於三月二十三日在行政院會中公開呼籲公務員踴躍參加遊行，也提醒閣員要低調參加遊行。參與遊行時不點名、不強制，一切人格自主，依照自己的意願，不必對誰表態，也不必有所顧慮，要為自己而活。這是為台灣發聲，多一個人多一份力量，為台灣多一份力量。

#### 總統府前廣場開放爭議
主管總統府前廣場的台北市政府表示，儘管同意民眾使用府前南北廣場舉辦活動，但是在警方封鎖下，民眾仍然不可能進入府前廣場參加活動。基於保護總統及總統府安全的態度，府前道路及廣場雖有核准舉辦活動的前例，但活動的同時，附近並沒有其他集會遊行活動，申請者也全部是中央部會；不論是「319」或「326」，態度都是前後一致，過去沒有，未來也不會同意民間團體在府前道路辦活動。
對於台北市政府的折衷作法，民進黨秘書長李逸洋於3月26日表示，聽到大聯盟的呼籲，不用拒馬，他表示歡迎。但仍然要用紐澤西護欄，這是對付車輛的工具，「把民眾想像得比車輛還可怕，大可不必」。

### 效應

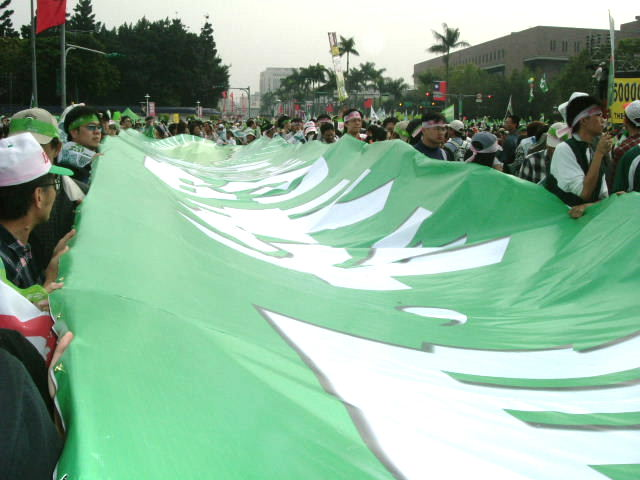
人群中眾人協力舉起寫有「台灣的未來，自己決定」的超大布條

此次遊行計畫是在中華人民共和國片面通過反分裂國家法後數週內浮出檯面。至於為何不像香港反基本法第23條遊行一樣，在人大作出法律制定動作前即發動遊行？民進黨主席蘇貞昌在接受訪問時作出解釋：基於台灣在國際政治關係上的敏感地位，為了避免帶給其他國家（特別是美國）「反應過度」的觀感，因此在反分裂國家法確定通過後，才啟動遊行的籌備工作。
除了自發性參與以及透過各方面動員而前來參與遊行的群眾外，因故無法參加遊行，而仍表達支持遊行者也不在少數。但因為龐大的遊行隊伍造成市區部分主要道路的擁塞或封閉管制，因此也有不少民眾抱怨出遊或掃墓因遊行受阻。
雖然中華人民共和國官方在遊行前幾天曾經透過媒體公開呼籲台灣人民不要參加遊行，但從各遊行路線綿延的人龍、遊行終點—總統府前群眾緊密聚集的情形、和群眾參與活動的熱情程度，可以看出：許多台灣人民認為中華人民共和國藉由制定「反分裂國家法」，特別是在台灣法理上獨立或者拒絕與中國統一时，可能「採取非和平手段」這一項（原文第八项），威脅甚至可能隨時侵害他們前途自決的權利，從而表示強烈的不滿、質疑與抗議，另外也對長久以來，情報顯示中國大陸逐年增加飛彈部署以針對台灣，表達累積已久的反彈。

### 估計費用
據TVBS新聞報導：以基隆地區有1,350人為例，包括租車及便當、派報宣傳費用，約新台幣89萬5000元，即一人平均約新台幣663元。若以此數推估，即使遊行人數只有台北市政府估計的27萬人，這場遊行的總花費仍在新台幣1億5千萬以上。
民進黨方面則回應，此次遊行僅有一日。相較於去年泛藍於凱達格蘭大道歷時一個月的抗議，及嚴重肢體衝突，以及兩黨對立情勢，此次遊行仍相當值得。

## 评论

### 媒體評論
由於這場大遊行頗受台灣各界矚目，因此各大報紙在3月26日紛紛針對遊行提出建議。

#### 台湾媒体
- 自由時報發表社論《踩著這場遊行的步伐走向國家正常化目標》，強烈抨擊中國大陸玩弄文攻武嚇手段，刻意忽視台灣民意，阻撓台灣成為正常化國家。並定義此次直接訴求為反對反分裂法的遊行，「實質上則是台灣人民對中國一連串和戰兩手進逼的抗拒。」結論呼籲「朝野必須團結對外；檢討對中國的開放政策；繼續推動國家正常化；擴大參與國際社會」。
- 中國時報發表社論《三二六遊行贏的策略：有理、有力、有節》，期許主事者以冷靜理性選擇大遊行圓滿成功的策略，做到有理、有力、有節，顯示台灣民眾愛好和平、守護中華民國的決心，避免整個遊行成為個別政治人物藉此造勢獲取政治利益或質變為特定政治訴求的誓師大會。
- 英文版的台北時報發表社論《自由是台灣最佳的武器》表示，在台灣處理對中國之關係的過程當中，民主、自由、和人權正是最應該堅持的基調，而此次遊行正清楚展現了這樣的精神。
- 台灣日報發表社論表示，北京的中國政府愈是蠻橫欺台，台灣的全體國民愈是團結護台，反併吞大遊行顯示台灣主流民意的走向，朝野政黨倘若執意背離，必然迫使善良的台灣人民以行動唾棄，淘汰。
- 联合报发表社论《明天過後，應對反分裂國家法重新解讀及定位》表示：陳總統只要信守「四不一沒有」、捍衛中華民國，反分裂國家法就會變成一張廢紙。並要求應對反分裂法、憲法上的國家架構、兩岸政策及國內政治走向，重新給予正確解讀及定位。
- 联合晚报发表社论《台灣路，要小心走》勸籲：稍有智慧或遠見的政治領袖，不論藍綠，一定要試著在守住自己陣營的同時，也進一步去理解對手陣營何以跟自己不同調，否則，台灣的「內耗成本」必定遠高於「外部損失」。

#### 中国大陆媒体
- 新华社指台湾当局煽动举行此遊行，而且认为当局是利用“反分裂法”愚弄台湾人民。该报道指這次遊行受到岛内一些学者和舆论的批评，並转述台湾大学教授王晓波的话说，是因为台湾当局妄言才导致“反分裂法”的出台。
- 人民日报发表文章《“326游行” 放火的喊救火》指出：这场遊行有“明显的政治操作痕迹”，是“放火的喊救火”；《反分裂国家法》是被“台独”这把火“逼”出来的，《反分裂国家法》完全是针对“台独”分裂势力，绝不是针对台湾同胞；民进党当局将其歪曲、污蔑为“战争法”、“反和平法”、“单方面改变现状法”，进而号召、组织岛内民众上街遊行抗议。[1]

#### 其他國際媒体
- 纽约时报（New York Times）認为，这次遊行表明了反分裂法伤害了台海关系。有些在野党国民党的支持者，他们通常支持與中國保持更近一些的联系，这次也参加了游行，但是他们的领导人没有参加。

### 批评

#### 中國國民黨
國民黨認為此事是民進黨的一個手段，其发言人事后表示：在此次遊行中民进党主席的说法，显示出其一向具标准的作风，这是一个负责任的执政党的做法。
這個批評換來民進黨的反擊。民進黨批評國民黨宣稱反對反分裂法，但始終沒有積極的動作，其瞹昧的行徑不免讓人產生政治上的聯想。

#### 親民黨
甫進行扁宋會，並且未出席三一九槍擊事件週年抗議活動的親民黨主席宋楚瑜，此次遊行亦不出席。宋楚瑜表示，他曾勸總統不要參與這次遊行，並對此事相對低調。
由於三一九槍擊事件週年時，親民黨爆發內訌。相較於主席的低調，其黨籍立委則多秉持與國民黨相同的看法。

#### 其他政界人士
知名作家、無黨籍立法委员李敖认为政府不敢针锋相对制定“反反分裂法”，中華民國總統陈水扁也不敢发表演说，是一场闹剧。

#### 其他团体
台湾“中国统一联盟”、“中华教授协会”、“民主团结联盟”、“海峡两岸和平统一促进会”和“新同盟会”等傾向支持台灣與中國統一的民间团体在媒体上声明，反对此次游行。這些團體認為，“反分裂法”是台湾政府逼出来的，如果领导人认真遵守“四不一没有”的话，“反分裂法”根本就没有作用。此外也有部分學術界人士及團體也表示了類似看法。
台湾奇美集團的创办人，被认为是泛綠陣營主要支持者之一的许文龙在这一天，发表“退休感言”，声称支持一个中国。与此游行相对应。但也有人懷疑：由於許文龍在中國的事業投資，經常因個人鮮明的政治立場而受到打壓，所以才會迫於情勢簽下這份類似「他白書」的聲明。且該聲明中夾雜許多大陸式用語，與台灣人一般的用語習慣顯有不同。

## 後續反應

### 中華民國官方
遊行結束後，行政院大陸委員會發布新聞稿表示：此遊行為台灣人民自發行動，對岸不要扭曲，而應正確認知台灣人民堅決反對「非和平」的信念。其並稱：中共藉由反分裂法企圖片面改變台海現狀，中華民國政府對此一破壞東亞區域和平、台海局勢安定、侵犯台灣人民自由選擇意志的粗暴手段，提出最強烈抗議和譴責，中共政府勿再畏懼民主，更不應誤判台灣民意。

### 中华人民共和国官方
遊行結束後，中华人民共和国涉台部門由官方新聞機構新華社發表評論員文章《警惕“台独”分裂势力制造两岸新的紧张》，指「台灣當局的一些政要人物公開挑唆、煽動並直接參與了所謂的“３·２６遊行”...在兩岸關係發展的這樣一個緊要時刻，他們的所作所為，究竟要將台灣同胞的根本福祉置於何處，要將兩岸關係引向何方？」，該文並指稱「民進黨與極端“台獨”分裂勢力沆瀣一氣，懷著險惡用心嚴重歪曲《反分裂國家法》的立法宗旨，惡意誤導台灣民眾，企圖挑動兩岸對立，製造兩岸新的緊張」。